# Лясково (Кырджалийская область)
Лясково (болг. Лясково) — село в Болгарии. Находится в Кырджалийской области, входит в общину Черноочене. Население составляет 609 человек.

## Политическая ситуация
В местном кметстве Лясково, в состав которого входит Лясково, должность кмета (старосты) исполняет Шабан Хасан Адем (Движение за права и свободы (ДПС)) по результатам выборов правления кметства.
Кмет (мэр) общины Черноочене — Айдын Ариф Осман (Движение за права и свободы (ДПС)) по результатам выборов в правление общины.